# Voreppe
Voreppe település Franciaországban, Isère megyében. Lakosainak száma 9845 fő (2022. január 1.). Voreppe La Buisse, Fontanil-Cornillon, Moirans, Mont-Saint-Martin, Noyarey, Saint-Jean-de-Moirans, Saint-Quentin-sur-Isère, Veurey-Voroize és La Sure en Chartreuse községekkel határos.

## Népesség
A település népessége az elmúlt években az alábbi módon változott:
| Lakosok száma | 4785 | 7970 | 8446 | 9615 | 9565 | 9441 | 9293 | 9275 | 9514 | 9845 |
|               | 1968 | 1982 | 1990 | 2006 | 2013 | 2015 | 2017 | 2019 | 2020 | 2022 |

## Testvérvárosok
- Lichtenstein, Németország, 1992 óta
- Castelnovo ne’ Monti, Olaszország, 1994 óta